# Heinz Wismann (Altphilologe)

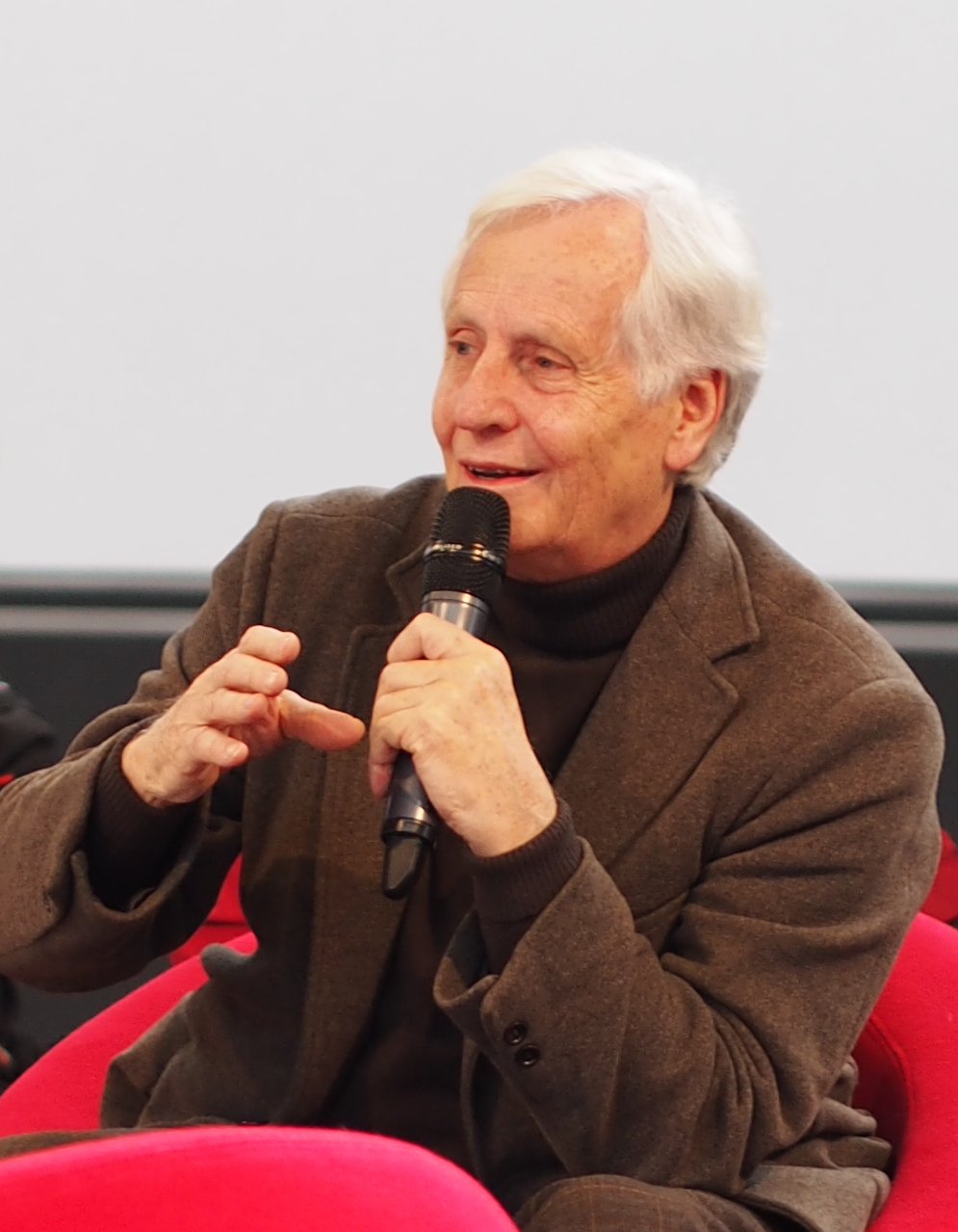
Heinz Wismann (Pariser Buchmesse, 2013)

Heinz Wismann (* 1935 in Berlin) ist ein deutscher Altphilologe, Kulturwissenschaftler und Philosophiehistoriker, der hauptsächlich auf Französisch publiziert.

## Leben
Wismann ist der Sohn von Heinz Wismann, der in der Zeit des Nationalsozialismus ein leitender Mitarbeiter im NS-Propagandaministerium und von 1935 bis 1937 Vizepräsident der Reichsschrifttumskammer war und dann in Ungnade fiel.
Wismann lebt und arbeitet in Frankreich und ist mit der École de Lille verbunden. Derzeit ist er directeur d’études an der École des hautes études en sciences sociales. Von 1986 bis 2007 war er Herausgeber der Reihe «Passages» beim Verlag Cerf. In Deutschland war er von 1987 bis 2003 Leiter der Forschungsstätte der Evangelischen Studiengemeinschaft (FEST) in Heidelberg.
Seine Forschungsschwerpunkte sind die antike griechische Philosophie und die Hermeneutik sowie das Nachleben der Kantischen Kritik (Humboldt, Schleiermacher, Dilthey, Cassirer, Benjamin). Er beschäftigt sich auch mit dem Problem der Vergangenheitsbewältigung im Nachkriegsdeutschland. Er verzichtete als junger Akademiker bewusst darauf, die französische Staatsbürgerschaft anzunehmen, um Erleichterungen zu erlangen.

## Ehrungen
- Ordre des Palmes Académiques
- 1997: Bundesverdienstkreuz am Bande
- 2012: Prix européen de l’essai Charles Veillon (Europäischer Essaypreis Charles Veillon) für seine Autobiografie Penser entre les langues Albin Michel, Paris 2012.

## Veröffentlichungen
Übersetzungen
- Héraclite ou la Séparation, en collaboration avec Jean Bollack, Paris, Minuit, « Le sens commun », 1972.
- Épicure, Lettre à Hérodote, Paris, Minuit, coll. « Le sens commun », 1971.
- La Réplique de Jocaste: sur les fragments d'un poème lyrique découverts à Lille (Papyrus Lille 76 a, b et c), en collaboration avec Jean Bollack et Pierre Judet de la Combe, Villeneuve-d’Ascq, Publications de l'Université de Lille III, Paris, Maison des sciences de l'homme, 1977.
- Kant, Critique de la raison pratique, trad. en collaboration avec Luc Ferry, Paris, Gallimard, 1989.

Werke und Herausgeberschaften
- Philologie et herméneutique au XIXe siècle 2. Actes du colloque organisé par le Centre de recherche philologique de l'Université de Lille III du 30 septembre au 2 octobre 1977. Éd. par Mayotte Bollack et Heinz Wismann. Göttingen, Vandenhoeck und Ruprecht, 1983.
- Walter Benjamin et Paris. Actes du colloque international des 27-29 juin 1983. Paris, Éd. du Cerf, coll. « Passages », 1986.
- zusammen mit Klaus Garber (Hrsg.): Europäische Sozietätsbewegung und demokratische Tradition. Die europäischen Akademien der Frühen Neuzeit zwischen Frührenaissance und Spätaufklärung. Tübingen: Niemeyer 1996, 2 Bde. ISBN 3-484-36526-9.
- L'avenir des langues: repenser les humanités, en collaboration avec Pierre Judet de la Combe, Paris, Éditions du Cerf, coll. « Passages », 2004.
- Les avatars du vide. Démocrite et les fondements de l'atomisme, Paris, coll. « Le Bel Aujourd'hui », Éditions Hermann, 2010
- Penser entre les langues, Paris, Éditions Albin Michel, coll. « Bibliothèque des Idées », 2012, ISBN 978-2-226-20896-5.